# Wiesbaden-Mitte
Mitte is een stadsdeel van Wiesbaden. Het ligt in het centrum van de stad. Met ongeveer 21.000 inwoners is Mitte een van de grotere stadsdelen van Wiesbaden en met ongeveer 14.000 inwoners op een km² het op één na dichtst bevolkte stadsdeel. 

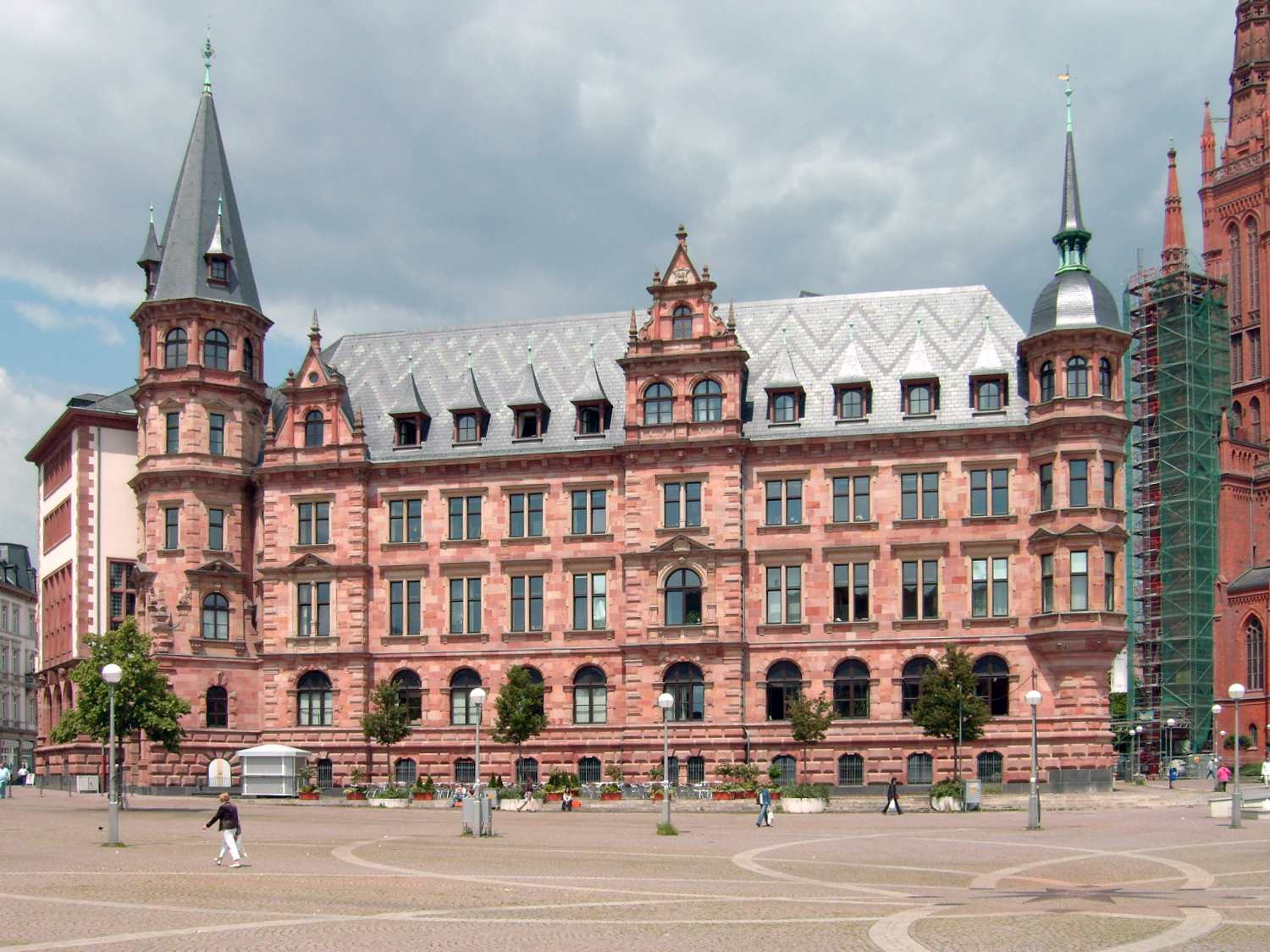
Het stadhuis van Wiesbaden